# Weißbriach (Gemeinde Gitschtal)
Weißbriach (slowenisch Višprije) ist eine Ortschaft und Katastralgemeinde der Kärntner Gemeinde Gitschtal im Bezirk Hermagor an der Weißensee Straße. Die Ortschaft hat 683 Einwohner (Stand 1. Jänner 2025).

## Lage
Weißbriach liegt auf einer Höhe von 800 m ü. A. und befindet sich im Südwesten von Kärnten, am Ende eines rund 13 Kilometer langen Seitentals des Gailtales, welches bei Hermagor beginnt. Durch das Gemeindegebiet führen der Gailtaler Höhenweg (GHW) und der Julius Kugy Alpine Trail (ÖAV/Landesverband Kärnten).

## Geschichte
Die erste urkundliche Nennung Weißbriachs stammt aus dem Jahr 1331, als die Kirche in Weißbriach in einem Urbar von Hermagor erwähnt wurde.
In Oberkärnten und auch in Weißbriach setzte sich um 1525 weitgehend der evangelische Glaube im Rahmen der Reformation durch, die durch Martin Luther und seine Mitstreiter ausgelöst wurde. Ungefähr hundert Jahre später wurde nach der Gegenreformation das lutherische Bekenntnis durch die Landesherren verboten. Die Geheimprotestanten, wie die Evangelischen danach genannt wurden, mussten ihre Lutherbibeln, Gebetsbücher und andere verbotene Schriften verstecken. Gottesdienste konnten nur noch im Verborgenen gefeiert werden. Als im späten 18. Jahrhundert den evangelischen Gläubigen ihre Religionsausübung wieder gestattet wurde, haben sich in Weißbriach 90 Prozent als evangelisch eintragen lassen.
Von der Bildung politischer Gemeinden in Kärnten 1850 bis zur Gemeindestrukturreform im Jahr 1973 war Weißbriach eine eigenständige Gemeinde. Weißbriach ist der bevölkerungsreichste Ortsteil der Gemeinde Gitschtal, bei der Volkszählung im Jahr 2001 hatte die Ortschaft 725 Einwohner.
Nachdem Wunibald Maier, ein Arzt und Pfarrer, das schwefelhaltige Wasser gefunden hatte, begann er dort Wasserkuren und -bäder nach dem Vorbild der Kneipp-Medizin. Der Betrieb wurde 2017 durch die SeneCura Gruppe von der Dr. Dr. Wagner Gruppe übernommen und wird unter der Marke OptimaMed mit dem Namen OptimaMed Gesundheitsresort Weißbriach geführt.

## Persönlichkeiten
- Max Franz, Skirennläufer
- Werner Franz, Skirennläufer
- Bernhard Flaschberger, Skirennläufer
- Wunibald Maier, Pfarrer, Arzt